# Estoloides costaricensis
Estoloides costaricensis är en skalbaggsart som beskrevs av Stefan von Breuning 1940. Estoloides costaricensis ingår i släktet Estoloides och familjen långhorningar.
Artens utbredningsområde är:
- Costa Rica.
- Honduras.
- Nicaragua.

Inga underarter finns listade i Catalogue of Life.